# Darsalam
Darsalam är en ort i Burkina Faso.   Den ligger i provinsen Gnagna Province och regionen Est, i den nordöstra delen av landet, 190 km nordost om huvudstaden Ouagadougou. Darsalam ligger 264 meter över havet och antalet invånare är 1 423.
Terrängen runt Darsalam är platt. Runt Darsalam är det glesbefolkat, med 19 invånare per kvadratkilometer.. Närmaste större samhälle är Bonsiéga, 1,3 km väster om Darsalam.
Trakten runt Darsalam består i huvudsak av gräsmarker.